# 1981 في سلوفينيا
فيما يلي قوائم الأحداث التي وقعت خلال عام 1981 في سلوفينيا.

## أحداث
- 1 ديسمبر – خطوط أدريا الجوية الرحلة 1308

## مواليد

### فبراير
- 19 فبراير – تينا بيسنيك لاعبة كرة مضرب سلوفينية.

### مارس
- 12 مارس – كاترينا سريبوتنيك لاعبة كرة مضرب سلوفينية.

### مايو
- 19 مايو – ساني بيتشيروفيتش لاعب كرة سلة سلوفيني.

### يونيو
- 5 يونيو – غوران كوزومارا لاعب كرة يد سلوفيني.
- 12 يونيو – كلمن لافريتش لاعب كرة قدم سلوفيني.[1]

### نوفمبر
- 17 نوفمبر – نيبويشا يوكسيموفيتش لاعب كرة سلة سلوفيني.

## وفيات

### سبتمبر
- 6 سبتمبر – أرثر كاساغراندي (مواليد 1902) مهندس نمساوي.[2]